# Daniel Lommatzsch
Daniel Lommatzsch (ur. 1977 w Hamburgu) – niemiecki aktor. 

## Kariera
Jako 15–letni uczeń szkoły średniej w Othmarschen, z przedmieść Hamburga wziął udział w spektaklu Król Lear Williama Shakespeare’a w Thalia Theater. W latach 1998–2002 studiował aktorstwo w Akademii Sztuk Dramatycznych im. Ernsta Buscha w Berlinie.
Występował na scenie Schauspielhaus Zürich w Zurychu (2002–2005) i Staatstheater Hannover (2005–2008). W 2008 znalazł się w obsadzie sztuki Thei von Harbou M – Morderca w Maxim–Gorki–Theater w Berlinie. W latach 2009–2015 był związany z Thalia Theater w Hamburgu, gdzie zagrał w przedstawieniach: Imperium, Jeder stirbt für sich allein, Moby Dick (nagroda Rolf-Mares-Preis), Der Fremde czy Dantons Tod. W 2016 wystąpił w Münchner Kammerspiele w Monachium.

## Wybrana filmografia

### Filmy
- 2000: Tamigotcha (krótkometrażowy)
- 2001: Null Uhr 12 jako Callboy
- 2003: Identity Kills jako Ben Wüstkamp
- 2004: Sennentuntschis Tod (krótkometrażowy) jako André
- 2006: Wolfstraum (film krótkometrażowy)
- 2008: Der Baader Meinhof Komplex jako Christian Klar
- 2015: Brandmal (TV) jako Franz Mühlhaus

### Seriale
- 2004: SOKO Wismar – Gefährliche Liebschaften jako gość hotelowy
- 2010: Kobra – oddział specjalny – Cyberstorm jako Nadovski
- 2010: Stubbe – Von Fall zu Fall – Verräter jako Jonas Brauer
- 2011: SOKO Wismar – Genug jako Felix Kuhn
- 2011: Tatort: Der illegale Tod (Miejsce zbrodni) jako Klaus Kastner
- 2012: Die Pfefferkörner – Diebstahl im Krankenhaus jako sanitariusz Henning Kruse
- 2013: Küstenwache – Pias Albtraum jako Enne Friedmann
- 2014: Der Kriminalist – Das Liebste, was ich habe jako Mischa Everberg
- 2016: SOKO Köln – Unerwartete Begegnung jako Florian Waldorf
- 2022: Tatort: Die Blicke der Anderen jako Gerd Vogt